# Alex Carlile, Baron Carlile of Berriew

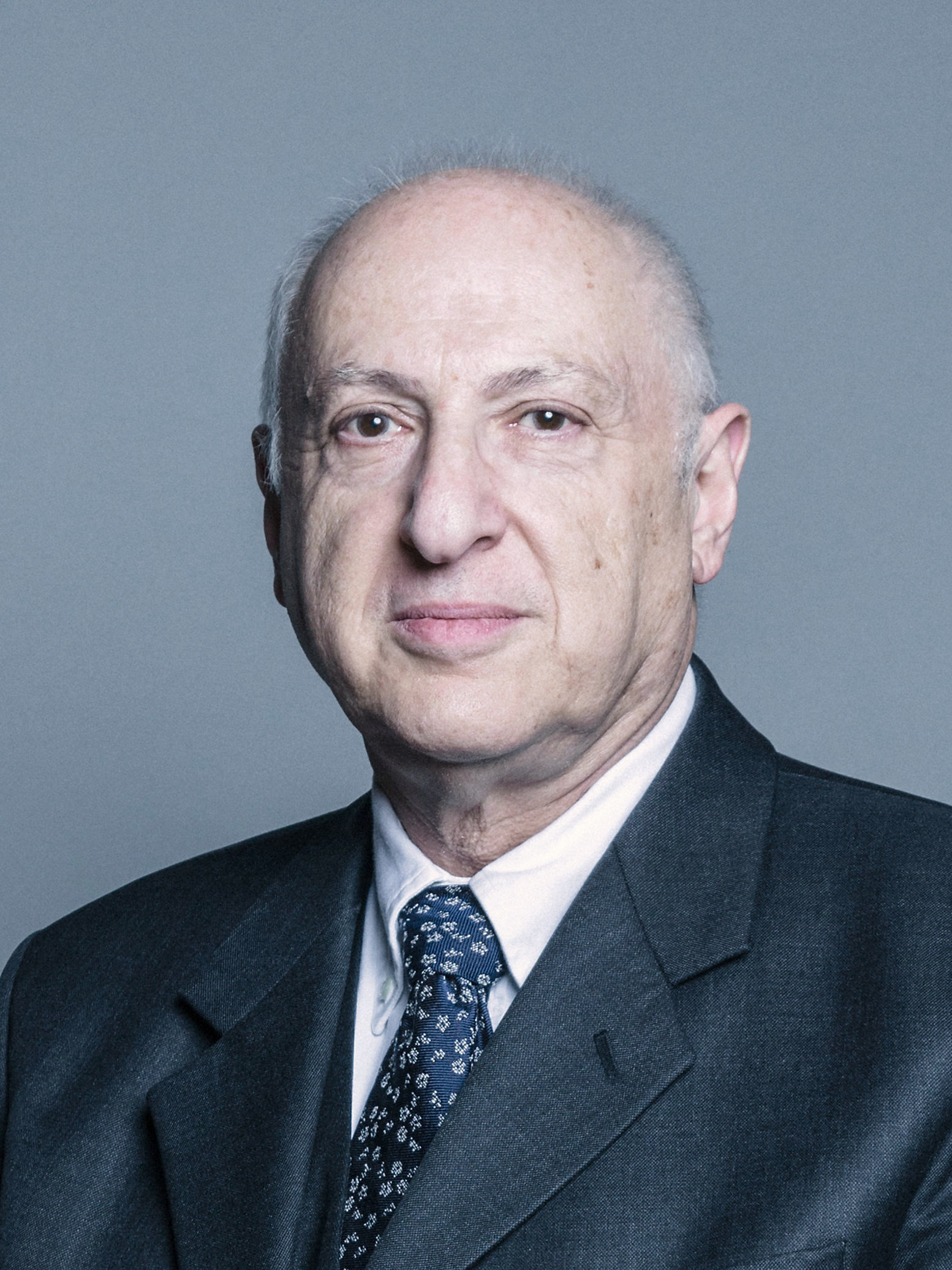
Alex Carlile, Baron Carlile of Berriew

Alexander Charles Carlile, Baron Carlile of Berriew, CBE, QC (* 12. Februar 1948 in Ruabon, Denbighshire) ist ein britischer Politiker (Liberal Democrats) und Life Peer.

## Leben und Karriere
Carlile, Sohn von den jüdisch-polnischen Immigranten Erwin und Sabina Carlile, wuchs in Nordwales und Lancashire auf. Er besuchte das Epsom College und absolvierte ein Studium am King’s College London, wo er 1969 im Fach Rechtswissenschaft graduierte.
1970 erhielt er die Zulassung von der Anwaltskammer Gray’s Inn. Carlile ist praktizierender Barrister und ehemaliger Vorsitzender (Head of Chambers) von 9–12 Bell Yard, einer führenden Anwaltskammer. 1984 ernannte man ihn zum Kronanwalt.
Er war von 1983 bis 1999 Laienmitglied des General Medical Council und von 1989 bis 1995 Mitglied des Advisory Council on Public Records. Er verteidigte erfolgreich den Butler von Diana, Princess of Wales, Paul Burrell, gegen Anschuldigungen, er hätte Teile ihres Besitzes gestohlen. 2001 wurde er zum unabhängigen Begutachter bezüglich Gesetzgebung zur Terrorabwehr ernannt.
Im März 2008 trat Carlile als Head of Chambers zurück. Sein Nachfolger wurde Philip Katz. Seit 2009 ist er Deputy Chief Steward der City of Hereford. Dort war er auch ehrenhalber Recorder. Er ist Non-Executive Director der Wynnstay and Clwyd Farmers plc.

### Mitgliedschaft im House of Commons
Nachdem er bei der Unterhauswahl im Februar 1974 und der Unterhauswahl 1979 erfolglos für die Liberal Party im Wahlkreis East Flintshire angetreten war, gelang ihm 1983 mit dem Wahlkreis Montgomery der Einzug ins Unterhaus. Zunächst bis 1988 als liberaler und dann als liberaldemokratischer Abgeordneter. 1997 zog er sich aus dem Unterhaus zurück und sein Nachfolger im Wahlkreis wurde Lembit Opik.
In den 1980er Jahren sprach er dort zur Todesstrafe, der europäischen Menschenrechtskonvention, Arbeitslosen und Südafrika. Er meldete sich in den 1990er Jahren zur Nordsee, irakischen Kriegsgefangenen, historischen Gebäuden und Transsexuellen zu Wort. Carlile war der erste Abgeordnete, der sich für die Rechte von Transsexuellen einsetzte.
Von 1980 bis 1982 war er Vorsitzender (Chair) der Welsh Liberal Party, von 1992 bis 1997 Vorsitzender (Leader) der Welsh Liberal Democrat Party und von 1997 bis 1999 Präsident der Liberal Democrats Wales.
Von 1985 bis 1988 war er Sprecher der Liberalen für Inneres. 1987 wurde er Sprecher der Alliance für rechtliche Angelegenheiten. Von 1988 bis 1989 war er Sprecher der Social and Liberal Democrats (SLD) für auswärtige Angelegenheiten. Für die Liberal Democrats (Lib Dems) war Carlile von 1989 bis 1990 Sprecher für rechtliche Angelegenheiten, von 1990 bis 1992 für Handel und Industrie, von 1992 bis 1997 für Wales, von 1992 bis 1994 für Arbeit, von 1994 bis 1995 für Gesundheit und von 1995 bis 1997 für Justiz, Inneres und Immigration.

### Mitgliedschaft im House of Lords
Carlile wurde am 27. Juli 1999 zum Life Peer als Baron Carlile of Berriew, of Berriew in the County of Powys ernannt. Seine offizielle Einführung ins House of Lords erfolgte am 12. Oktober 1999 mit der Unterstützung von Emlyn Hooson, Baron Hooson und Geraint Howells, Baron Geraint. Seine Antrittsrede hielt er am 24. November 1999.
Als Themen von politischem Interesse nennt er innere Angelegenheiten, Agrarwirtschaft, Justiz, Wales, die Künste, geistige Gesundheit und den medizinischen Beruf. Als Staaten von besonderem Interesse nennt er die Staaten Zentral- und Osteuropas.
Dem Register of Lords' Interests zufolge ist Carlile inter alia ein Direktor der 5 Bell Yard Ltd und der Wynnstay Group of agricultural feed manufacturers, agricultural goods merchants and fuel oil distributors; ein Deputy High Court Judge; Vorsitzender (Chairman) des Competition Appeals Tribunal, sowie Mitglied des Treuhandrates (Trustee) der White Ensign Association. 2006 wurde er Präsident der Howard League for Penal Reform.
Von 2005 bis 2011 war er unabhängiger Begutachter der britischen Antiterrorgesetze und von 2007 bis 2010 Sprecher der Liberal Democrats für geistige Gesundheit und Behinderung.
An Sitzungstagen ist Carlile eher unregelmäßig anwesend.

### Weitere Ämter und Ehrungen
Carlile ist unabhängiger Beobachter der nationalen Sicherheitsmaßnahmen in Nordirland. Er ist Vorsitzender (Chairman) des Northern Ireland Committee on Protection und Inhaber von Carlile Consulting. Er ist Mitglied des Management Committee von Gray’s Inn. Bei Lloyd’s of London und des Lloyd's Enforcement Board. Weiters ist er Mitglied des Vorstandes (Council) der Royal Medical Foundation des Epsom College und Vorsitzender (Chairman) des Aston Centre for European Law and Policy der Aston University. Beim Industry and Parliament Trust ist er Fellow, ebenso beim King’s College London.
2012 wurde er Commander des Order of the British Empire. Die University of Glamorgan ehrte ihn mit der Ehrendoktorwürde eines Doktor der Rechtswissenschaften.

### Familie und Privatleben
Als seine privaten Interessen nennt er Politik, Theater, Essen und Fußball und ist Mitglied des Athenaeum Club. Er ist Fan des Fußballvereins Burnley FC. Er ist Fellow der Royal Society of Arts und Präsident der größten professionellen britischen Sicherheitsorganisation, The Security Institute.
Carlile hat drei Kinder mit seiner ersten Frau Frances, die er 1968 ehelichte und sechs Enkel. Er zog im Juli 2007 von Wales nach London. Im Dezember 2007 heiratete er seine zweite Frau Alison Levitt, sie ist die Hauptrechtsberaterin (Principal Legal Advisor) des Director of Public Prosecutions for England and Wales. Beide sind beigeordnete Richter (Benchers) des Inns of Court.